# Sisauli
Sisauli é uma cidade e uma nagar panchayat no distrito de Muzaffarnagar, no estado indiano de Uttar Pradesh.

## Geografia
Sisauli está localizada a 29° 25′ N, 77° 28′ L. Tem uma altitude média de 238 metros (780 pés).

## Demografia
Segundo o censo de 2001, Sisauli tinha uma população de 15,171 habitantes. Os indivíduos do sexo masculino constituem 54% da população e os do sexo feminino 46%. Sisauli tem uma taxa de literacia de 58%, inferior à média nacional de 59.5%: a literacia no sexo masculino é de 67% e no sexo feminino é de 46%. Em Sisauli, 15% da população está abaixo dos 6 anos de idade.